# فرانك والاس
فرانك والاس (بالإنجليزية: Frank Wallace)‏ (15 يوليو 1922 بسانت لويس في الولايات المتحدة - 13 نوفمبر 1979 بسانت لويس في الولايات المتحدة) هو لاعب كرة قدم أمريكي في مركز الهجوم، شارك في كأس العالم 1950. وشارك مع منتخب الولايات المتحدة لكرة القدم. أما مع النوادي، فقد لعب مع St. Louis Simpkins-Ford ‏.

## وصلات خارجية
- فرانك والاس على موقع الاتحاد الدولي (مؤرشف)  (الإنجليزية)
- فرانك والاس على موقع قاعدة بيانات كرة القدم.إي يو (الإنجليزية)
- فرانك والاس على موقع ناشيونال فوتبول تيمز (الإنجليزية)
- فرانك والاس على موقع Soccerway.com (الإنجليزية)
- فرانك والاس على موقع عالم كرة القدم.نت (الإنجليزية)